# (Reach Up for The) Sunrise
(Reach Up for The) Sunrise è una canzone dei Duran Duran, estratta come primo singolo dell'undicesimo album in studio Astronaut (31º singolo della loro carriera). Il singolo è il primo dai tempi di A View to a Kill (1985), ad avere i cinque membri originali della band. Il brano è noto in Italia perché fu utilizzato come colonna sonora degli spot della Telecom Italia Mobile, con Adriana Lima come testimonial.

## Tracce
Testi e musiche di Duran Duran.
1. Duran Duran – (Reach Up for The) Sunrise – 3:29

Ferry Corsten Dub Mix
1. Duran Duran – (Reach Up for The) Sunrise (Ferry Corsten Dub Mix) – 7:27

Jason Nevins Radio Mix
1. Duran Duran – (Reach Up for The) Sunrise (Jason Nevins Radio Mix) – 4:18

Alex G Cosmic Mix
1. Duran Duran – (Reach Up for The) Sunrise (Alex G Cosmic Mix) – 5:41

Eric Prydz Mix
1. Duran Duran – (Reach Up for The) Sunrise (Eric Prydz Mix) – 6:46

Full Intention Club Mix
1. Duran Duran – (Reach Up for The) Sunrise (Full Intention Club Mix) – 7:10

Jason Nevins Club Mix
1. Duran Duran – (Reach Up for The) Sunrise (Jason Nevins Club Mix) – 7:05

Peter Presta Mix
1. Duran Duran – (Reach Up for The) Sunrise (Peter Presta Apple Jaxx Mix) – 6:15
2. Duran Duran – (Reach Up for The) Sunrise (Peter Presta NY Tribal Mix) – 5:54

Almighty Club Mix
1. Duran Duran – (Reach Up for The) Sunrise (Almighty Club Mix)

Wayne G & Andy Allder Remix
1. Duran Duran – (Reach Up for The) Sunrise (Wayne G & Andy Allder Remix) – 7:07
2. Duran Duran – (Reach Up for The) Sunrise (Wayne G & Andy Allder Edit) – 3:19

## Classifiche
| Classifica (2004-05) | Posizione |
| -------------------- | --------- |
| Australia            | 22        |
| Austria              | 50        |
| Belgio (Fiandre)     | 42        |
| Belgio (Vallonia)    | 53        |
| Danimarca            | 6         |
| Germania             | 39        |
| Irlanda              | 32        |
| Italia               | 2         |
| Nuova Zelanda        | 37        |
| Paesi Bassi          | 25        |
| Regno Unito          | 5         |
| Romania              | 72        |
| Spagna               | 6         |
| Stati Uniti          | 89        |
| Svizzera             | 61        |